# Arthur van Schendel
Arthur François Emile van Schendel (Batavia (Indias Orientales Neerlandesas), 5 de marzo de 1874 - Ámsterdam (Países Bajos), 11 de septiembre de 1946) fue un escritor neorromántico neerlandés. Entre sus obras más famosas se cuentan Een zwerver verliefd (Un vagabundo enamorado) y La fragata Johanna Maria.

## Bibliografía

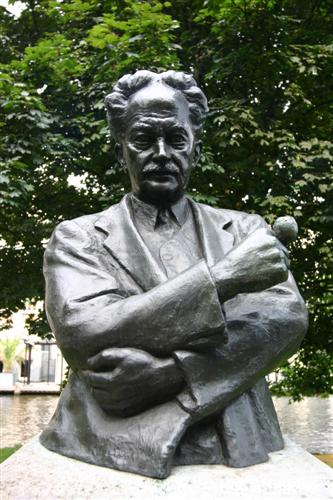
Arthur van Schendel, busto realizado por Jobs Wertheim en Ámsterdam.

### Período inicial (o "italiano")

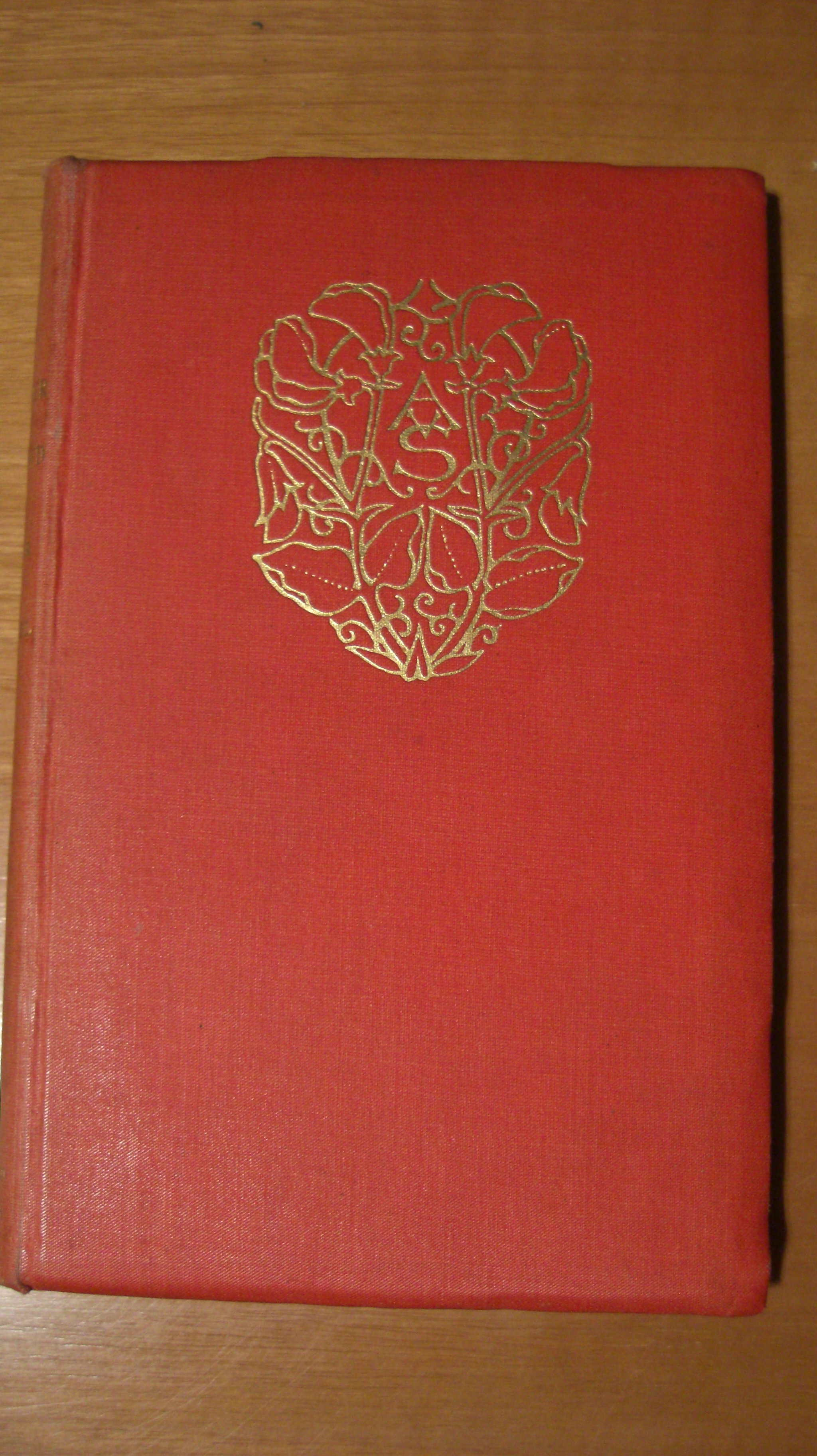
Primera edición de Een zwerver verliefd, cubierta de S.H. de Roos

- 1896 - Drogon (relato medieval, con ilustraciones de Marius Bauer)
- 1904 - Een zwerver verliefd ('Un vagabundo enamorado', novela corta) (traducido al alemán[1] y al francés[2])
- 1907 - Een zwerver verdwaald ('Un vagabundo extraviado', novela corta)

### Período "holandés"
- 1908 - De schoone jacht (traducido al alemán[3])
- 1910 - Shakespeare
- 1913 - De berg van droomen (traducido al alemán[4])
- 1916 - De mensch van Nazareth
- 1919 - Pandorra
- 1921 - Der liefde bloesems
- 1922 - Rose Angélique, de droomers van de liefde
- 1923 - Angiolino en de lente (traducido al italiano[5])
- 1923 - Blanke gestalten
- 1924 - Oude Italiaansche steden
- 1925 - Verdichtsel van zomerdagen
- 1926 - Verlaine
- 1927 - Maneschijn
- 1927 - Merona, een edelman
- 1928 - Fratilamur
- 1929 - Florentijnsche verhalen
- 1930 - Het fregatschip Johanna Maria (novela) (traducido al alemán, checo, chino, español,[6] húngaro, inglés, italiano y al ruso)
- 1931 - Een eiland in de Zuidzee
- 1932 - Jan Compagnie (traducido al inglés[7] y al italiano[8])
- 1933 - De waterman (traducido al francés,[9]  inglés,[10] hebreo[11] y al rumano[12])
- 1934 - Herinneringen van een dommen jongen
- 1935 - Een Hollandsch drama (traducido al inglés[13])
- 1936 - De rijke man
- 1936 - Avonturiers (antología de cuentos)
- 1937 - De grauwe vogels (traducido al francés[14] y al inglés[15])

### Período tardío (o "fantástico")
- 1938 - De wereld een dansfeest (traducido al ucraniano[16])
- 1938 - Nachtgedaanten
- 1939 - Anders en eender
- 1939 - De zeven tuinen (novela)
- 1940 - Mijnheer Oberon en Mevrouw
- 1941 - De menschenhater (novela)
- 1941 - De fat, de nimf en de nuf (antología de cuentos)
- 1942 - Een spel der natuur
- 1942 - De wedergeboorte van Bedelman (antología de cuentos)
- 1946 - De Nederlanden (poema)
- 1946 - Het oude huis (novela)
- 1948 - Voorbijgaande schaduwen
- 1951 - De pleiziervaart (antología de cuentos)
- 1976 - Verzameld werk (1976-1978, 1983) (obra completa)
- 1989 - Jeugdherinneringen. Een document (Recuerdos de juventud)

## Premios
- 1931 - Premio Lucy B. y C.W. van der Hoogt por La fragata Johanna Maria
- 1933 - Premio Tollens por sus obras completas
- 1947 - Premio nacional de literatura P.C. Hooftprijs